# Bagneux (Marna)
Bagneux è un comune francese di 498 abitanti situato nel dipartimento della Marna nella regione del Grand Est.

## Società

### Evoluzione demografica
Abitanti censiti